# Xenosepsis sydenyensis
Xenosepsis sydenyensis är en tvåvingeart som beskrevs av Malloch 1925. Xenosepsis sydenyensis ingår i släktet Xenosepsis och familjen svängflugor. Inga underarter finns listade i Catalogue of Life.